# 丁硅烷
丁硅烷是一种硅烷，结构式 SiH3–(SiH2)2–SiH3。

## 制备
丁硅烷可以由硅化镁（Mg2Si）和酸（如20% 磷酸）在50–60 °C下反应而成：
{\displaystyle \mathrm {Mg_{2}Si+\ 4H^{+}\ \longrightarrow \ Si_{n}H_{2n+2}} }
反应可以产生直到十五硅烷的各种硅烷。硅化镁和25% 盐酸的反应会产生40% 甲硅烷、30% 乙硅烷、15% 丙硅烷、10% 丁硅烷和5% 高级硅烷。反应混合物可以通过蒸馏分离。
此外，包括丁硅烷的各种高级硅烷可以由甲硅烷的放电产生：
{\displaystyle \mathrm {SiH_{4}\ \rightarrow \ SiH_{2}\ +\ H_{2}} }
{\displaystyle \mathrm {SiH_{2}\ +\ SiH_{4}\rightarrow \ H_{3}Si{-}SiH_{3}} }
{\displaystyle \mathrm {SiH_{2}\ +\ H_{3}Si{-}SiH_{3}\rightarrow \ H_{3}Si{-}SiH_{2}{-}SiH_{3}} }
{\displaystyle \mathrm {SiH_{2}\ +\ H_{3}Si{-}SiH_{2}{-}SiH_{3}\rightarrow \ H_{3}Si{-}SiH_{2}{-}SiH_{2}{-}SiH_{3}} }

## 性质
丁硅烷是无色、可自燃的液体，有恶心的味道。它在54 °C以下仍会自燃，比丙硅烷更不稳定，在室温下缓慢分解成氢气和短硅烷。

## 反应
丁硅烷的光解会产生3-甲硅基戊硅烷和乙硅烷：
{\displaystyle \mathrm {2\ Si_{4}H_{10}\rightarrow \ Si_{2}H_{6}\ +H_{3}Si{-}SiH(Si_{2}H_{6})_{2}} }
在氯化铝存在下在二甲苯里加热丁硅烷会使其异构化成异丁硅烷。
{\displaystyle \mathrm {2\ H_{3}Si{-}SiH_{2}{-}SiH_{2}{-}SiH_{3}\longrightarrow \ H_{3}Si{-}SiH(SiH_{3})_{2}} }